# Comuna de Płaska
Płaska (polaco: Gmina Płaska) é uma gminy (comuna) na Polónia, na voivodia de Podláquia e no condado de Augustów. A sede do condado é a cidade de Płaska.
De acordo com os censos de 2004, a comuna tem 2629 habitantes, com uma densidade 7 hab/km².

## Área
Estende-se por uma área de 373,19 km², incluindo:
- área agricola: 10%
- área florestal: 82%

## Demografia
Dados de 30 de Junho 2004:
|                      | Total   | Total | Mulheres | Mulheres | Homens  | Homens |
| -------------------- | ------- | ----- | -------- | -------- | ------- | ------ |
|                      | pessoas | %     | pessoas  | %        | pessoas | %      |
| População            | 2629    | 100   | 1254     | 47,7     | 1375    | 52,3   |
| Densidade (pop./km²) | 7       | 100   | 3,4      | 3,4      | 3,7     | 3,7    |

De acordo com dados de 2002, o rendimento médio per capita ascendia a 1523,43 zł.

## Comunas vizinhas
- Augustów, Augustów, Giby, Lipsk, Nowinka, Comuna de Sztabin.